# クチジロジカ
クチジロジカ（口白鹿、学名：Cervus albirostris）は、哺乳綱ウシ目（偶蹄目）シカ科に分類されるシカ。

## 分布
中華人民共和国（甘粛省、四川省、青海省、新疆ウイグル自治区、チベット自治区）固有種

## 形態
体長190-230センチメートル。尾長10-12センチメートル。肩高120-130センチメートル。体重200キログラム。肩部の体毛が逆立つ。唇や下顎、喉は白い体毛で被われる。臀部は黄褐色の体毛で被われる。
耳介は大型、細長い。眼下部にある臭腺（眼下腺）は発達する。四肢は頑丈。蹄は大型で、縦幅が短いが高く幅広い。
夏季は背面の毛衣が灰褐色、冬季は背面の毛衣が黒褐色。オスには断面が扁平で、左右に5尖ずつ枝分かれした角がある。角は第2枝が分枝した箇所から後方へ湾曲する。角長80センチメートル。オスの成獣は頭部や頸部の毛衣が黒褐色。

## 生態
標高3,600-5,100メートルにある高原に生息する。
繁殖形態は胎生。妊娠期間は220-230日。5-6月に1回に1頭の幼獣を産む。生後1年半-2年半で性成熟する。寿命は飼育下で19年の記録がある。

## 人間との関係
袋角は薬用になると信じられている。
環境の変化、乱獲などにより生息数は減少している。中華人民共和国では飼育個体から袋角を採集することで、野生個体への影響を軽減しようとする試みが行われている。1993年における生息数は50,000-100,000頭、1998年における生息数は約6,000頭（甘粛省および青海省2,000頭、新疆ウイグル自治区4,000頭）と推定されている。